# NovaKid
NovaKid est une plateforme d’enseignement de l’anglais en ligne basée à San Francisco,.

## Histoire
NovaKid est fondée en 2017 par Maxim Azarov et Dmitry Malin comme une plateforme recourant à la ludification et à la réalité virtuelle pour impliquer les jeunes apprenants,.
En 2018, NovaKid s’internationalise en Turquie et en Pologne ; en 2020, l’entreprise s’étend à l’Europe, au Moyen-Orient et à l’Asie,.
Durant la pandémie de Covid-19 de 2020, NovaKid enregistre une forte croissance et lève 1,5 million USD de capital d’amorçage, puis 4,25 millions USD en série A.
En 2021, la société réunit 35 millions USD lors d’un tour de série B.
En 2023, NovaKid déclare être rentable. En 2024, elle acquiert Lingumi, une application britannique pour enfants d’âge préscolaire, et crée « NovaKid Junior », axée sur l’intelligence artificielle.

## Plateforme
Les cours sont dispensés dans une classe virtuelle interactive. La plateforme mise sur la ludification pour maintenir l’engagement, suit les progrès via un tableau de bord parents et propose des exercices, des quiz ainsi que des visites de monuments en réalité virtuelle. Le programme combine cours en direct, vocabulaire et grammaire.
En 2024, NovaKid revendique plus de 70 000 utilisateurs actifs.